# Lutz Eckstein

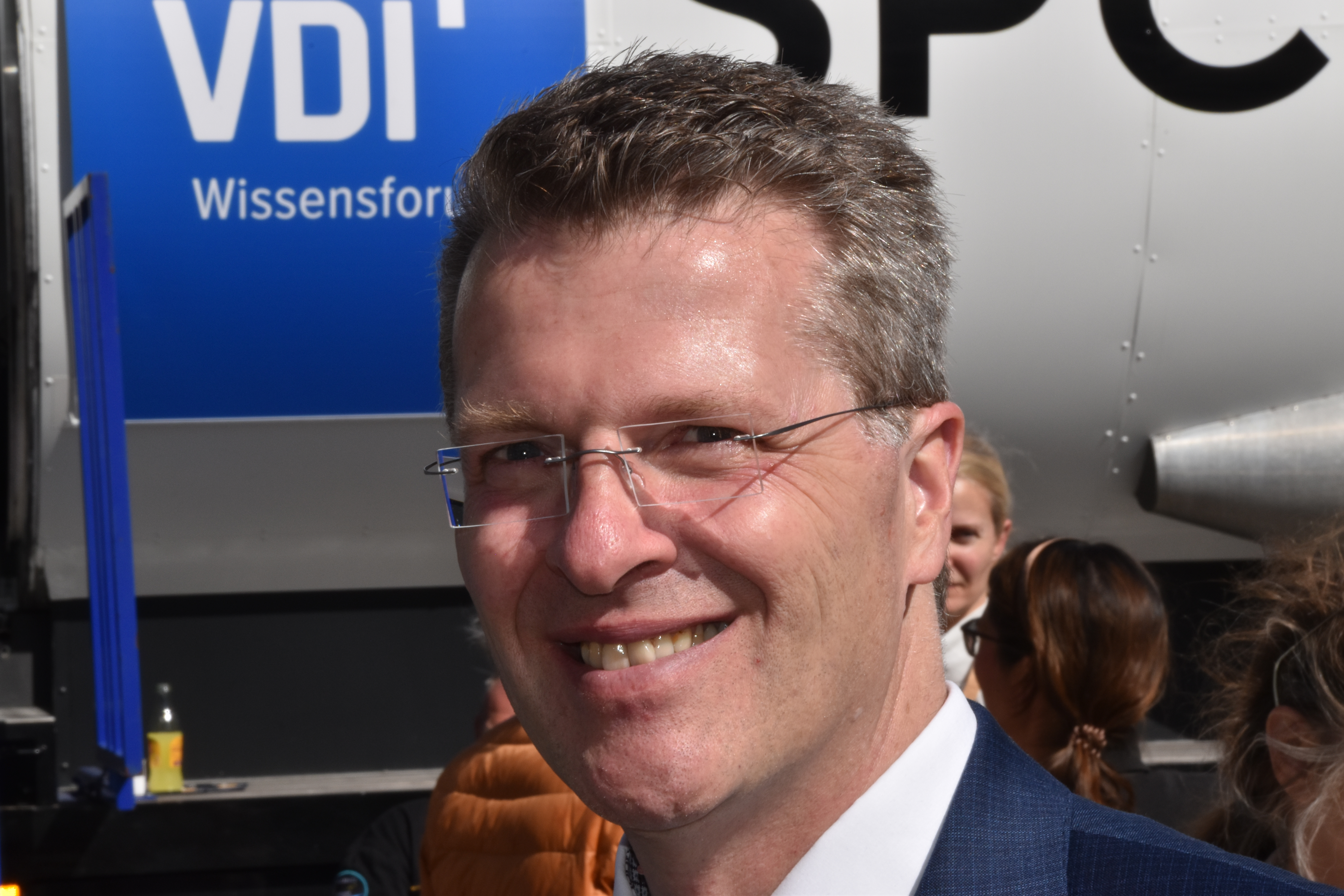
Lutz Eckstein auf dem Deutschen Ingenieurtag 2025 (DIT 2025)

Lutz Eckstein (* 28. März 1969 in Grünstadt) ist ein deutscher Ingenieur und Hochschullehrer. Seit 2010 ist er Leiter des Instituts für Kraftfahrzeuge (ika) der RWTH Aachen und seit 2023 Präsident des Vereins Deutscher Ingenieure (VDI).

## Leben

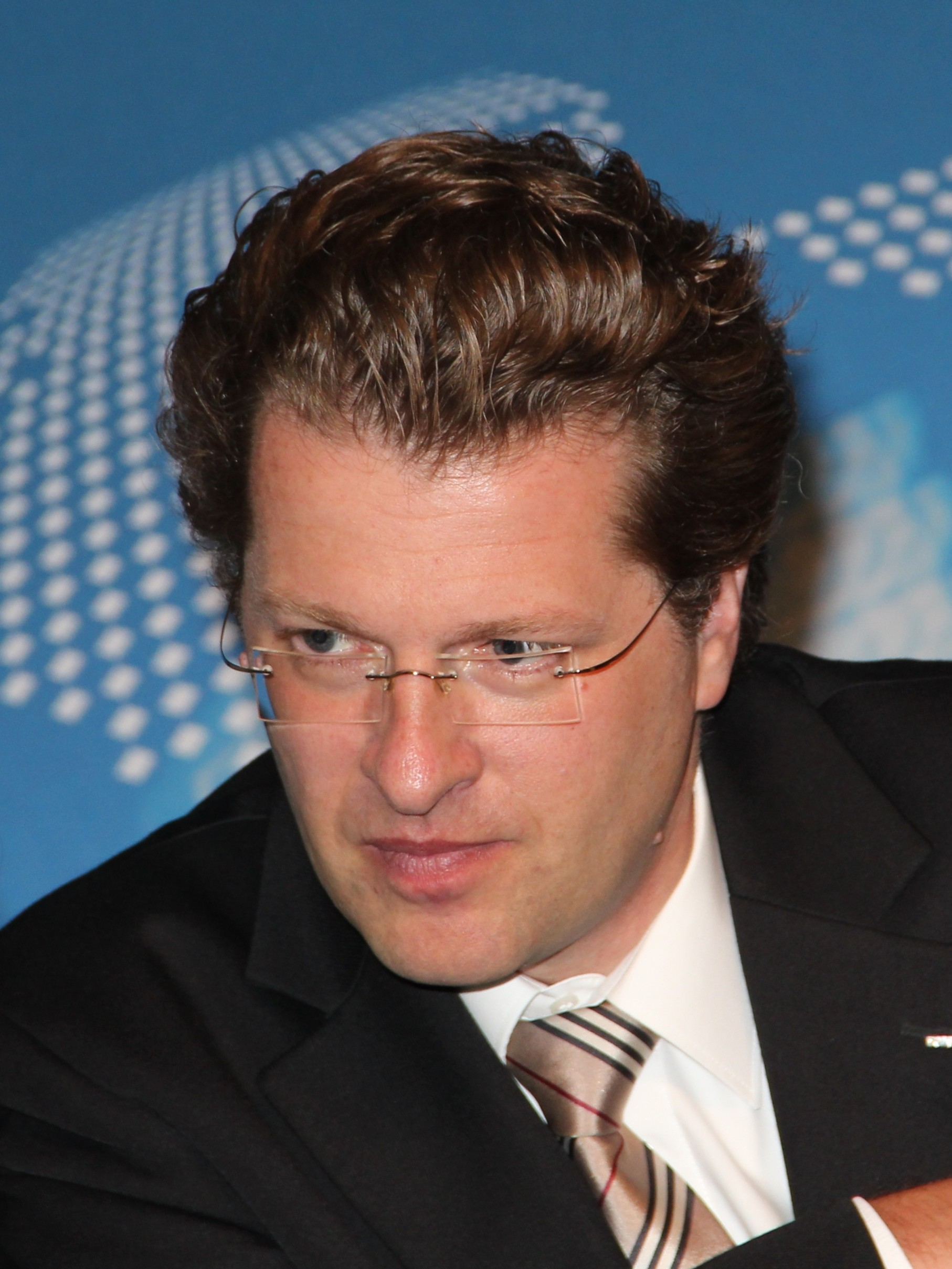
Lutz Eckstein (2013)

Lutz Eckstein studierte ab 1989 Maschinenbau an der Universität Stuttgart und schloss 1995 als Diplom-Ingenieur für Maschinenwesen ab. 1993 wurde er in die Studienstiftung des deutschen Volkes aufgenommen, für sein Diplom wurde er mit dem Artur-Fischer Preis ausgezeichnet. Im Jahr 2000 erfolgte in Stuttgart seine Promotion auf dem Gebiet der Fahrzeugführung und -regelung.
Während seines Studiums vertiefte Eckstein die Bereiche Kraftfahrzeuge und Technische Verbrennung. Von 1995 bis 1999 war er wissenschaftlicher Mitarbeiter in der Fahrzeugforschung der Daimler-Benz AG. Dort lag sein Fokus auf der Entwicklung von Fahrzeugkonzepten und dem Lenksystem Steer-by-Wire in Pkws und Nfz. Danach arbeitete er bis 2001 in der Mercedes-Benz Pkw-Entwicklung als Versuchsingenieur im Bereich Fahrzeugdynamik mit den Schwerpunkten Fahrstabilität und Lenkassistenz.
Von 2001 bis 2004 war Eckstein bei der DaimlerChrysler AG als Gruppenleiter Aktive Sicherheit Fahrerassistenzsysteme in der Entwicklung von Mercedes-Benz Pkw tätig. Seine Arbeit dort umfasste die Kontrollierbarkeit und die Absicherung von Fahrerassistenzsystemen. Zudem hatte er von 2003 bis 2004 die Projekthausleitung „Safety Master“ inne und war verantwortlich für Innovationsprojekte zur Integralen Sicherheit.
Anschließend war Eckstein von 2005 bis 2009 bei der BMW AG als Abteilungsleiter Anzeige- und Bedienkonzept und Ergonomie beschäftigt. In dieser Funktion war er für das Anzeige-Bedienkonzept, die Ergonomie, die Grafik und das Nachdesign aller Serienfahrzeuge der Marken BMW, Mini und Rolls-Royce verantwortlich.

## Schwerpunkte
Sein Forschungsziel ist die Steigerung der Effizienz, der Sicherheit und des Fahrerlebnisses von Fahrzeugen. Ausgehend von innovativen Fahrzeugkonzepten werden Fahrwerk, Antrieb, Karosserie und Bordnetz physikalisch, energetisch und informatorisch neu gestaltet.
Seine zentralen Forschungsfelder stellen aktuell die Elektromobilität, neuartige HMI Bedienkonzepte sowie die Vernetzung von Fahrerassistenz- und Fahrwerkregelsystemen für das automatisierte Fahren dar.

## Positionen
Eckstein setzt sich sehr für die Zukunftsfähigkeit des VDI ein und fordert langfristige Visionen und Technologieoffenheit für die Wissenschaft und Politik. Eckstein sieht die dringende Notwendigkeit, die Zukunftsfähigkeit Deutschlands mit Wissenschaft, Wirtschaft, Politik und Gesellschaft zu diskutieren. Er hat auch ein Konzept initiiert zur Zukunft Deutschland 2050.

## Weitere Funktionen
Eckstein ist seit 2010 Vorsitzender des Beirats der fka GmbH und war von 2014 bis 2021 Vorsitzender des Aufsichtsrats der paragon AG. Vor seiner Wahl zum VDI-Präsidenten war er Vorsitzender der VDI-Gesellschaft Fahrzeug und Verkehrstechnik (VDI-FVT),. Für die RWTH Aachen engagiert er sich ehrenamtlich als Aufsichtsrat der Aldenhoven Testing Center of RWTH Aachen University GmbH (ATC) und war viele Jahre Vertrauensdozent der Studienstiftung des deutschen Volkes.
Auf Bundesebene war Eckstein Mitglied der Nationalen Plattform Elektromobilität (NPE) und ist seit 2021 Mitglied des Wissenschaftlichen Beirats beim Bundesminister für Digitales und Verkehr (BMDV). Eckstein ist u. a. Mitglied der Wissenschaftlichen Gesellschaft Kraftfahrzeug- und Motorentechnik (WKM e. V.), Mitglied des Vereins Uni-DAS e.V. von Universitätsprofessoren mit Schwerpunkt Automatisiertes Fahren und Mitglied in der SAE.

## Auszeichnungen
- 1995: Artur-Fischer-Preis für herausragende Studienleistungen
- 2022: Benz-Daimler-Maybach-Medaille der VDI-Gesellschaft Fahrzeug- und Verkehrstechnik[12]

## Patente & Offenlegungsschriften (Auswahl)
- mit M. Müller, W. Reichelt, P. Frank: Lenkwinkelstelleinrichtung für ein Kraftfahrzeug. Patentschrift DE 195 48 713 C1. 1997.
- mit W. Reichelt: Bedienelementanordnung zur Steuerung der Längs- und Querbewegung eines Kraftfahrzeugs. Patentschrift DE 196 25 498 C1. 1997.
- mit M. Böhringer: Vorrichtung zur Steuerung des Lenkwinkels für ein Fahrzeug. Patentschrift DE 196 45 646 C1. 1998.
- mit M. Böhringer: Einrichtung zur Steuerung des Lenkwinkels eines Kraftfahrzeugs. Patentschrift DE 197 02 313 C1. 1998.
- mit M. Böhringer: Einrichtung zur Steuerung der Längsbewegung eines Kraftfahrzeugs. Patentschrift DE 197 02 312.6, 1998; Patentschrift US 6006848, 1999.
- mit M. Böhringer: Bedienelementanordnung zur Steuerung wenigstens der Längsbewegung eines Kraftfahrzeugs. Patentschrift DE 196 25 496 C2. 1999.
- mit W. Reichelt, M. Böhringer: Bedienelementanordnung zur Steuerung der Längs- und der Querbewegung eines Kraftfahrzeuges. Patentschrift DE 196 25 500 C 2. 1999.
- mit W. Reichelt: Bedienlemenentanordnung zu Steuerung der Längs- und der Querbewegung eines Kraftfahrzeuges. Patentschrift DE 196 25 501 C2, 1999.
- mit J. Breuer: Perspective image display method for automobile information display device has size of image elements altered in dependence of vehicle travel parameters and/or parameters of detected object. DE19940718 (C1), 1999.
- mit J. Hirsch: Adjustable armrests for freight truck seats has a swing lever at the leading end which alters the pitch of the armrests through a pivot action at swivel joints at the front of the seat frame. DE19933429 (C1), 1999.
- mit W. Reichelt: Einrichtung zur Längsbewegungssteuerung eines Kraftfahrzeugs. Patentschrift DE 196 25 502 C 1, 1997. Patentschrift US 6105709, 2000.
- mit M. Böhringer: Stellelementanordnung zur Fahrzeugquerbewegungssteuerung. Patentschrift DE 198 03 873 C2. 2000.
- mit J. Hirsch: Verstellbare Armlehne eines verstellbaren Fahrersitzes eines Kraftfahrzeuges, insbesondere eines Nutzkraftfahrzeuges. Patentschrift DE19933429C1, 2001.
- mit M. Böhringer: Vorrichtung zum Lenken eines Kraftfahrzeuges mit wenigstens zwei Stellteilen. Patentschrift DE 198 39 351 C2, 2000 und EP0982219, 2002.
- mit M. Böhringer: Regulating System. Europäische Patentschrift EP 107 3577; US 6540044. 2003.
- mit F. Baumann, J. Breuer: Motor vehicle rollover tendency recognition procedure records axle side forces and processes them to recognize critical region and apply control inputs. DE10331726 (A1), 2003.
- mit V. Entenmann, M. Hess, U. Petersen, W. Reichelt, T. Unselt, R. Zimmer: Device for Radio Based Danger Warning. DE10241134 und EP1535256, 2005.
- mit A. Gern, R. Möbus, V. Oltmann, B. Woltermann, Z. Zomotor: Method and Device for Assisting the Driver of a vehicle to stay in the lane. Internationale Offenlegungsschrift WO 2006/037551 A2. 2006.
- mit D. Fuchs: Lenkrad für ein Kraftfahrzeug und Kraftfahrzeug. DE20061060554, 2006.
- mit U. Kolbe, A. Lotter, M. Raab, A. Spieker: Verfahren zum Betreiben eines Fahrzeugs mit einem Kollisionsvermeidungssystem und Vorrichtung zur Durchführung eines solchen Verfahrens. Patentschrift DE102004054720A1, 2006.
- mit V. Entenmann, M. Hess, U. Petersen, W. Reichelt, T. Unselt, C. Voigt, R. Zimmer: Device and Method for Radio Based Danger Warning. EP1535257A1, 2005 und US-Patent 7378986, 2008.
- Driving direction indicating system for driver of motor vehicle, has indicating unit for indicating driving directions, where indicating system is formed such that automatic activation of driving direction indicating unit takes place. DE102006049141 (A1), 2006.
- Device for lateral guidance assistance for road bound vehicle, has medium for projection of light marking, in forward driving direction of vehicle on up-to-date driving on roadway surface. DE102006048503 (A1), 2006.
- mit J. Schumann, M. Zobl, C. Knoll: Motor Vehicle Operating System. DE20081056974, WO2009EP07493, US2011251784 (A1), 2008.
- Navigational system for motor vehicle, has calculating unit for evaluating route, where extending point of partial section lying farthest from vehicle is arranged perpendicular over display element for actual position of vehicle. DE20081045198 (A1), 2008.
- mit M. Klein, U. Kessels: Verfahren zur Fahrwerksabstimmung eines Kraftfahrzeugs und Federbein. E102012007519 (A1), 2012.
- mit J. Lützow, R. Gerdewitz. G. Kohl: Brake control system for motor vehicle, has control device with functional module, such that reference trajectory is determined based on detected obstacles, and wheel-selective braking interventions are controlled when oversteering occurs. DE102012204391 (A1), 2012.
- Rollschuh mit einem unterhalb der Raddrehachsen angeordneten Schuhaufnahmebereich. DE102013008995 (A1), 2013.

## Veröffentlichungen (Auswahl)
- Investigation of the sidestick control concept at the Daimler-Benz driving simulator. ATA, 4th International Conference and Exhibition on: Comfort in the automotive industry – recent developments and achievements. Bologna, No. 97A3008, 1997.
- Sidesticks im Kraftfahrzeug – ein alternatives Bedienkonzept oder Spielerei? In H. Bubb (Hrsg.): Konferenzbeiträge der GfA-Herbskonferenz 2000, Ergonomie und Verkehrssicherheit. Herbert Utz Verlag. München 2000.
- Entwicklung und Überprüfung eines Bedienkonzepts und von Algorithmen zum Fahren eines Kraftfahrzeugs mit aktiven Sidesticks. Fortschr.-Ber. VDI, Reihe 12, Nr. 471. Düsseldorf: VDI-Verlag 2001.
- Anforderungen an das Sicherheitskonzept von Lenksystemen mit Steer-by-wire Funktionalität. Zusammen mit R. Freitag, M. Moser, M. Hartl und J. Koepernick. VDI-Tagung Elektronik im Kraftfahrzeug. Baden-Baden 2001.
- Aktive Stellteile. In: K. Landau: Lexikon der Arbeitsgestaltung. Stuttgart, 2007.
- mit A. Gijssel, H. Künzner, H. Ridder, H. Christiaans: Ressourcenschonende Anzeigengestaltung für antizipatives Fahren.In: ATZelektronik 02/2008 Jahrgang 3, 2008.
- BMW’s perspective on Driver Distraction. In: Driver Distraction: Theory, Effects, and Mitigation. Taylor & Francis, Australien 2008.
- mit R. Göbbels, R. Wohlecker: Funktions- und Designbenchmarking eines Elektrofahrzeugs. In: Automobiltechnische Zeitschrift (ATZ), Heft 12/2011, Springer, München 2011.
- mit R. Göbbels, M. Goede, T. Laue: Analyse sekundärer Gewichtseinsparpotenziale in Kraftfahrzeugen. In: Automobiltechnische Zeitschrift (ATZ), Heft 12/2011, Springer, München 2011.
- mit N. Dölle, M. Goede, L. Ickert: Leichtbau-Bodengruppe mit lokalen Verstärkungen aus Faserverbundkunststoffen. In: Automobiltechnische Zeitschrift (ATZ), Heft 04/2011, Springer, München 2011.
- mit P. Themann: Modular approach to energy efficient driver assistance incorporating driver acceptance. In: Intelligent Vehicles Symposium (IV), 2012 IEEE, doi:10.1109/IVS.2012.6232116, S.1023-1028. 2012.
- mit F. Töpfler, G. Guelen: Elektrisch angetriebener Minibus für den öffentlichen Nahverkehr. In: Automobiltechnische Zeitschrift (ATZ), Heft 09/2012, Springer: München. 2012.
- mit M. Klein: Development Tool for the Optimization of Vertical Dynamics in Chassis Development. Ub; Chassis.tech plus 2012, München 2012.
- mit C. Bouvy, C.-S. Ernst, S. Batzler: Range-Extender als mobile Kraft-Wärme-Kopplungs-Einheit. In: Automobiltechnische Zeitschrift (ATZ), Heft 10/2012, Springer, München 2012.
- mit M. Wimmershof, P. Seewald: Verbesserung kamerabasierter Fahrerassistenzsysteme durch die Nutzung von Kartendaten. In: AAET - Automatisierungssysteme, Assistenzsysteme und eingebettete Systeme für Transportmittel 2012. Braunschweig 2012.
- mit M. Wimmershof, C. Klas, A. Zlocki: Sensitivity analysis for model based fusion of camera systems with navigation data. In: Intelligent Vehicles Symposium (IV), 2013 IEEE, 2013, doi:10.1109/IVS.2013.6629449 S. 69 – 75.
- mit M. Klein, A. Michailescu, L. Hesse: Einzelradlenkung des Forschungsfahrzeugs SpeedE. In: Automobiltechnische Zeitschrift (ATZ), Heft 10/2013, Springer, München 2013.
- mit F. Topler, G. Geulen, J. Homann: Econnect Germany — Performance and evaluation of an electrically propelled minibus for public transportation. In: Electric Vehicle Symposium and Exhibition (EVS27), 2013 World, 2012, S.1-7, doi:10.1109/EVS.2013.6914779
- mit F. Özel, C.-S. Ernst, H. C. Davies: Development of a Battery Electric Vehicle Sector in North-West Europe: Challenges and Strategies. In: International Journal of Electric and Hybrid Vehicles, 2013.
- mit F. Christen, A. Katriniok, D. Abel: Satellitenbasiertes Kollisionsvermeidungssystem. In: ATZ elektronik, Heft 02/2013, Springer, München 2013.
- mit J. Klimke, P. Thiemann, C. Klas: Definition of an embedded driver model for driving behavior prediction within the DESERVE platform. 2014 International Conference on Embedded Computer Systems: Architectures, Modeling, and Simulation (SAMOS XIV), 2014, S. 343-350, doi:10.1109/SAMOS.2014.6893231
- mit C.-S. Ernst, C. Harter, I. Olschewski: CO2-Emissionsreduktion bei Pkw und leichten Nutzfahrzeugen nach 2020. Studie im Auftrag des Bundeswirtschaftsministeriums, www.bmwi.de/DE/Mediathek/publikationen. 2014.
- mit L. Hesse, M. Klein: Steer-by-wire Potential and Challenges. In: Encyclopedia of Automotive Engineering, John Wiley & Sons Ltd. 2014, ISBN 978-1-118-35417-9.
- mit J. Homann: Konzeptvorstellung eines neuartigen kalorischen Verfahrens zur Wirkungsgradbestimmung von Getrieben. In: Automobiltechnische Zeitschrift (ATZ), Heft 11/2014, Springer, München 2014.
- mit S. Baltzer, J. gissing, P. Jeck, T. Lichius: Integration of micro-CHP units into BEVs - Influence on the overall efficiency, emissions and the electric driving range. In: Intelligent Vehicles Symposium Proceedings, 2014 IEEE, 2014, S.1193-198, doi:10.1109/IVS.2014.6856590
- mit P. Themann, J. Bock: Optimization of energy efficiency based on average driving behaviour and driver´s preferences for automated driving. In: IET Intelligent Transport Systems, Volume 9, issue 1, 2015, S. 50–58, 2015.